# Seelze

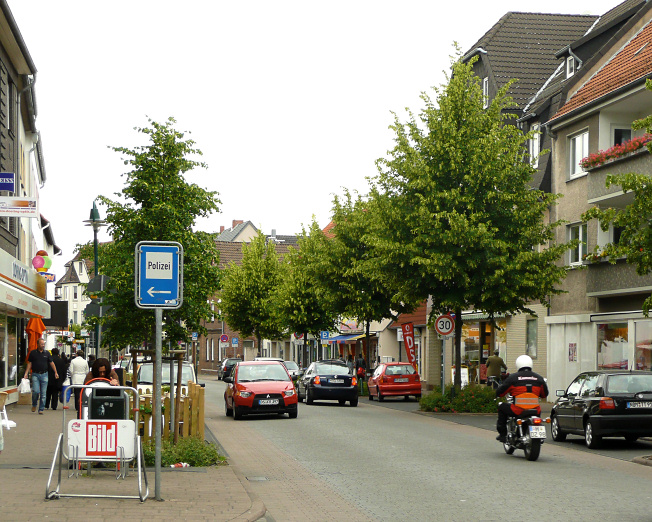
Straßenbild Innenstadt

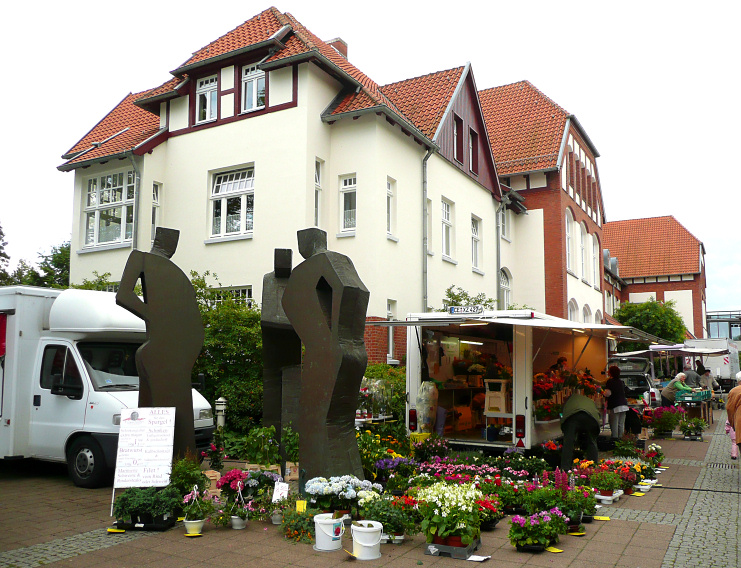
Rathaus während des Wochenmarktes

Seelze ist eine Stadt und selbständige Gemeinde mit rund 34.000 Einwohnern in der Region Hannover, Niedersachsen, die zum Calenberger Land zählt.

## Geografie

### Lage
Die Stadt liegt an der Kreuzung zwischen Leine, dem Mittellandkanal und dem Stichkanal Hannover-Linden sowie an der Bahnstrecke Hannover–Minden, über die mittelbar auch Bremen, das Ruhrgebiet und Osnabrück erreicht werden können.

### Nachbargemeinden
Seelze grenzt an Garbsen, Hannover, Gehrden, Barsinghausen und Wunstorf (im Uhrzeigersinn, beginnend im Norden).

### Stadtgliederung
Die Stadt besteht aus den beiden größten Stadtteilen Seelze (Kernstadt) und Letter (einschließlich des Wohngebietes Letter-Süd) sowie den Ortschaften Almhorst, Dedensen, Döteberg, Gümmer, Harenberg, Kirchwehren, Lathwehren, Lohnde und Velber. Ein großes Neubaugebiet befindet sich südlich der Kernstadt: Seelze-Süd (1207 Einwohner, Stand 31. Juli 2010) sowie in Seelze Gümmer.

## Geschichte

### Ortsteil Seelze
Der Ursprung des Ortes Seelze ist weitgehend unbekannt.
Der Graf von Schwalenberg soll laut Fußnote im Calenberger Urkundenbuch 1031 bei Seelze Gericht gehalten haben.
Die älteste gesicherte urkundliche Erwähnung als Selessen stammt aus dem Jahr 1180 (Westfälisches Urkundenbuch, Band II, Nr. 412).
Seelze hatte früh eine Zentralfunktion für die umliegenden Dörfer. Ein Seelzer Pfarrer wird im Jahr 1248 erwähnt. Das Kirchspiel umfasste auch Almhorst, Döteberg, Gümmer (Kapellengemeinde), Harenberg, Letter und Lohnde.
Es gab zudem das Gogericht Seelze.
Schon im 13. Jahrhundert gab es ein Gut derer von Seelze, einer um 1480 ausgestorbenen Familie.
Um 1600 bestand der Ort aus dem Pfarrhof, dem adeligen Gut und 27 Hofstellen.
Im Dreißigjährigen Krieg kam es wiederholt zu Plünderungen durch durchziehende Truppen.
Bei einer militärisch bedeutungslosen Schlacht südlich von Seelze starb im Herbst 1625 der Reitergeneral Michael von Obentraut.
Das 1630 durch den hannoversche Bildhauer Jeremias Sutel geschaffene Obentraut-Denkmal erinnert an diesen Vorfall.
Im Jahr 1755 wurde der halbe Ort samt der Kirche bei einem Großbrand zerstört.
Der Bau der Bahnstrecke Hannover–Minden erfolgte 1847. Seelze war die damals einzige Haltestelle zwischen Hannover „Centralbahnhof“ und Wunstorf.
Eine erste Industrieansiedlung war im Jahr 1900 die chemische Fabrik von Eugen de Haën.
Ein Zweigwerk der  Hannoverschen Gummiwerke Excelsior ging 1902 in Betrieb. Der Betrieb musste 1931 wegen der Weltwirtschaftskrise schließen und wurde abgerissen.
Der 1909 fertiggestellte Seelzer Rangierbahnhof wurde einer der größten deutschen Rangierbahnhöfe.
In den Jahren 1912 bis 1916 wurde der Seelzer Abschnitt des Mittellandkanals samt dem Abzweig nach Linden gebaut.
Die Einwohnerzahl war von 580 im Jahr 1890 über 2400 im Jahr 1910 auf 3350 in 1925 gestiegen. Durch Flüchtlinge und Heimatvertriebene aus den ehemaligen Ostgebieten des Deutschen Reichs wuchs die Zahl 1946 auf über 10.000.

### Eingemeindungen und Verleihung des Stadtrechts
Am 1. März 1974 wurden die Gemeinden Almhorst, Dedensen, Döteberg, Gümmer, Harenberg, Kirchwehren, Lathwehren, Letter, Lohnde, Seelze und Velber zunächst zur Großgemeinde Seelze zusammengefasst, die sich seit 1977 als Stadt bezeichnen darf. In den 1980er Jahren hat die Stadt Seelze viel für den sozialen Wohnungsbau getan und dadurch insbesondere Wohnraum für einkommensschwache Bevölkerungsteile geschaffen. Seit 2001 entsteht das Neubaugebiet Seelze-Süd als Wohnquartier.

### Konfessionsstatistik
Jahresende 2022 waren von den 35.520 Einwohnern 29,2 % evangelisch und 11,0 % katholisch. 59,8 % waren konfessionslos, gehörten einer anderen Glaubensgemeinschaft an oder machten keine Angabe.

### Religion
Die evangelisch-lutherische Kirche St. Martin an der Martinskirchstraße, benannt nach Martin von Tours, wurde im 18. Jahrhundert erbaut. Ihre Kirchengemeinde gehört zum Stadtkirchenverband Hannover, zu ihr gehört auch das 2007 eingeweihte Gemeindehaus und ein Kindergarten neben der Kirche. Weitere evangelisch-lutherische Kirchengemeinden befinden sich in zu Seelze gehörenden Ortschaften.
Die katholische Kirche Heilige Dreifaltigkeit wurde 1913 an der Südstraße erbaut und 1969/70 erweitert. Ihr Innenraum wurde 2001 von Gerd Winner neu gestaltet. Ihre Kirchengemeinde gehört zum Dekanat Hannover, zu ihr gehört auch die neben der Kirche gelegene Kindertagesstätte St. Michael und eine Filialkirche in Letter.
Die Neuapostolische Kirche an der Straße „Sandrehre“ wurde 2005 aufgegeben, das Gebäude dient heute profanen Zwecken.

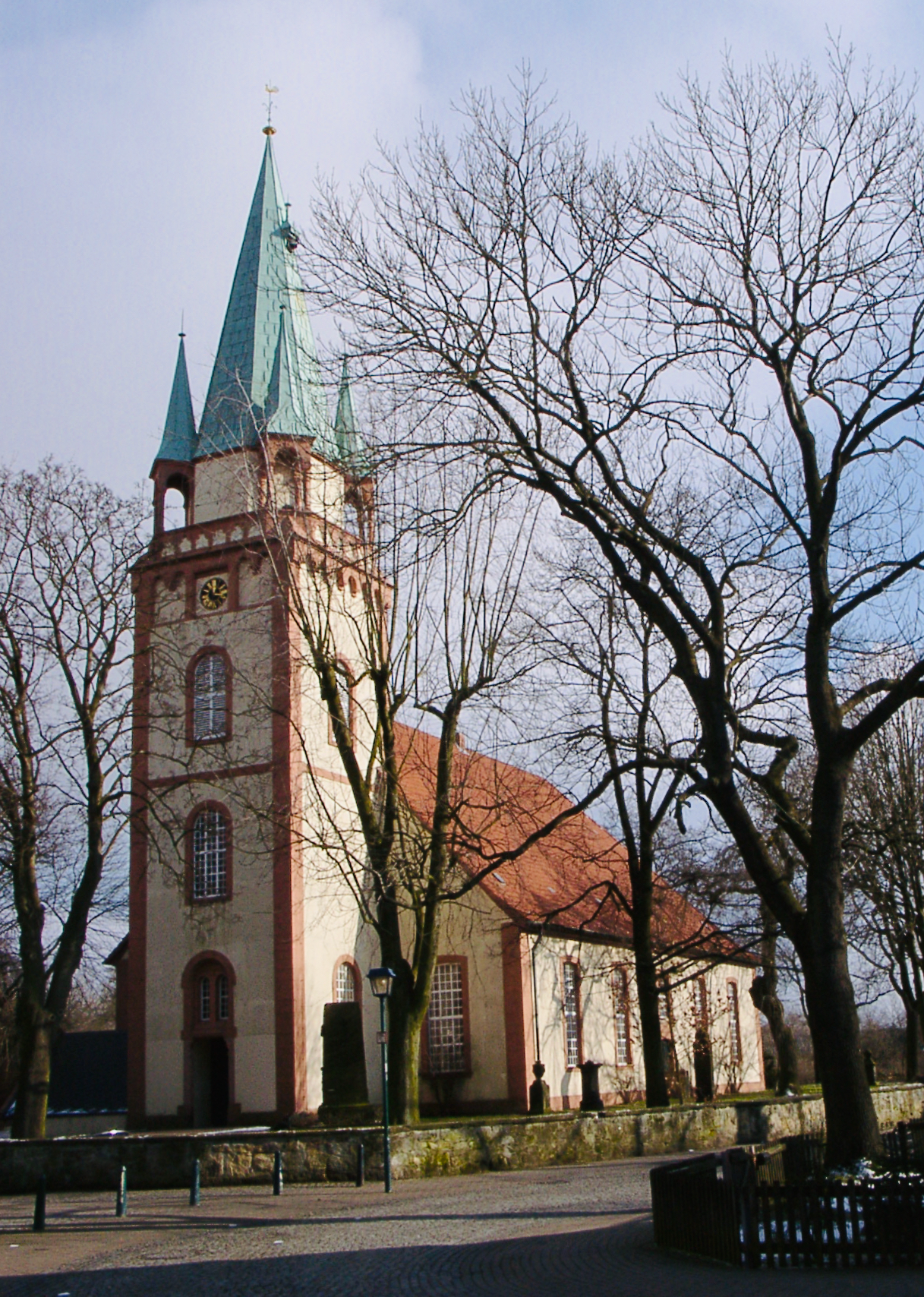
Martinskirche
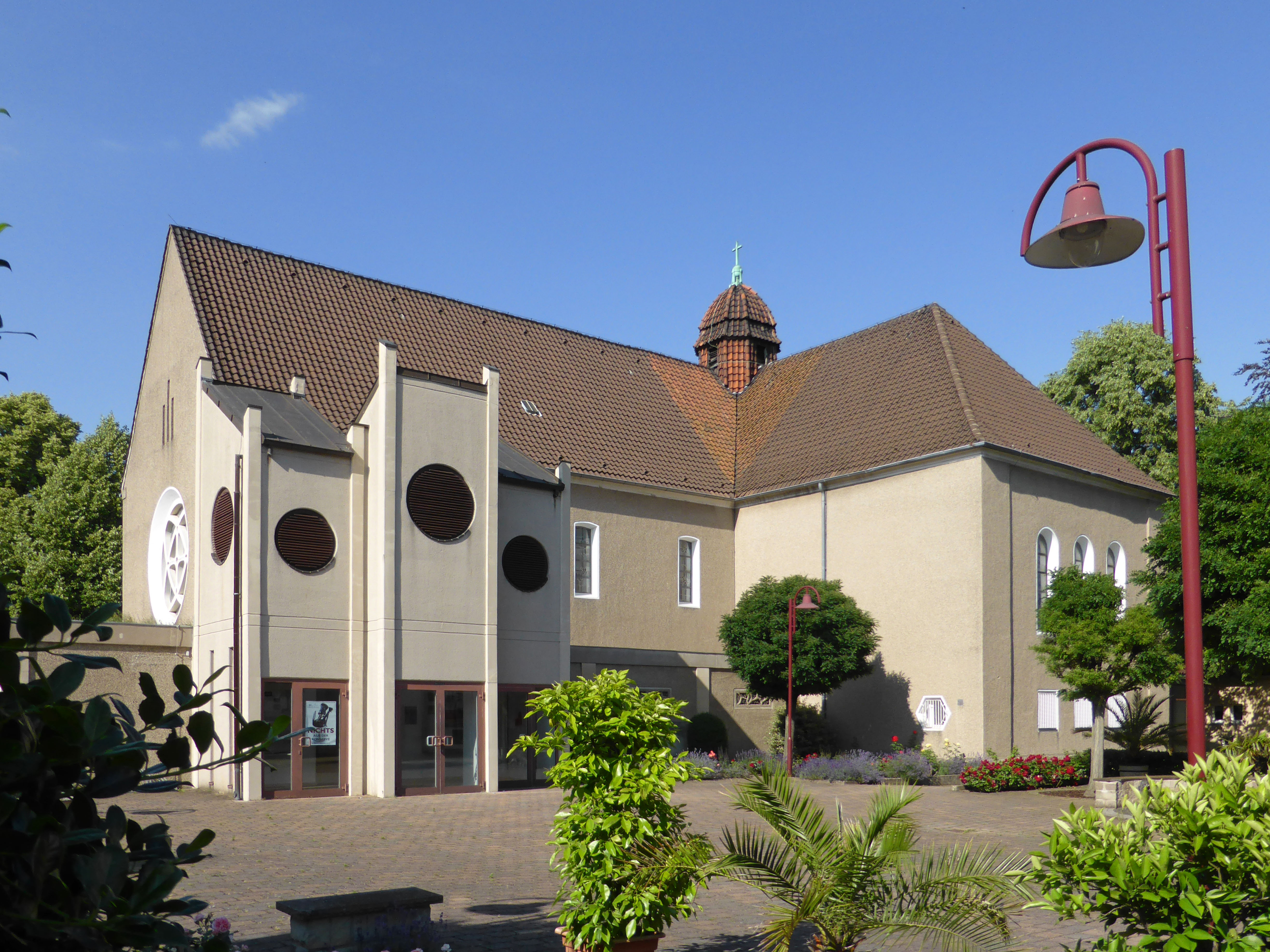
Dreifaltigkeitskirche

## Politik

### Rat der Stadt
Nach der Kommunalwahl vom 12. September 2021 setzt sich der Stadtrat, mit seinen 38 Ratsmitgliedern wie folgt zusammen (mit Vergleich zur Wahl 2016):
| Partei / Liste   | Sitze 2021 | Sitze 2016 |
| SPD              | 15         | 16         |
| CDU              | 13         | 12         |
| Grüne            | 5          | 3          |
| AfD              | 2          | 0          |
| FDP              | 1          | 2          |
| Linke            | 1          | 2          |
| Tierschutzpartei | 1          | 0          |
| BürgerForum      | 0          | 3          |
| Parteilos        | 0          | 1          |

In den 38 Mitglieder umfassenden Rat wurden 12 Frauen gewählt.

### Bürgermeister
Der Bürgermeister der Stadt Seelze ist Alexander Masthoff (SPD). Bei der Wahl am 12. September 2021 wurde er mit 55,22 Prozent der gültigen Stimmen gewählt. Die Wahlbeteiligung lag bei 52,44 Prozent. Zur Wahl hatte sich außerdem  Gerold Papsch von der CDU gestellt. Vorgänger im Amt war Detlef Schallhorn (parteilos).

### Ortsräte
Die Ortsteile der Gemeinde Seelze werden durch insgesamt 80 Ratsmitglieder in zehn Ortsräten vertreten. Seit der Kommunalwahl 2021 verteilen diese sich wie folgt:
| Ortsteile   | SPD | CDU | Grüne | AfD | FDP | WG | parteilos | ∑  |
| ----------- | --- | --- | ----- | --- | --- | -- | --------- | -- |
| Letter      | 6   | 3   | 1     | 1   | -   | -  | -         | 11 |
| Seelze      | 6   | 3   | 2     | -   | -   | -  | -         | 11 |
| Almhorst    | -   | 6   | -     | 1   | -   | -  | -         | 7  |
| Dedensen    | 4   | 3   | -     | -   | -   | -  | -         | 7  |
| Gümmer      | 2   | 4   | -     | -   | 1   | -  | -         | 7  |
| Harenberg   | 2   | 4   | 1     | -   | -   | -  | -         | 7  |
| Kirchwehren | 4   | 3   | -     | -   | -   | -  | -         | 7  |
| Lathwehren  | -   | -   | -     | -   | -   | 7* | -         | 7  |
| Lohnde      | 4   | 3   | -     | -   | -   | -  | 2**       | 9  |
| Velber      | 3   | 2   | 2     | -   | -   | -  | -         | 7  |
| ∑           | 31  | 31  | 6     | 2   | 1   | 7  | 2         | 80 |

* Bürgerliste Lathwehren, ** Einzelkandidat: Manfred Grages (zwei Sitze aufgrund von ca. 20 Prozent Stimmenanteil)

### Städtepartnerschaften
Seelze unterhält mit folgenden Städten eine Städtepartnerschaft:
 Grand-Couronne, Frankreich, seit 1969
 Schkeuditz, Deutschland, seit 1990
 Mosina, Polen, seit 2000

### Wappen
Der Entwurf des Kommunalwappens von Seelze stammt von dem Heraldiker und Wappenmaler Gustav Völker, der zahlreiche Wappen in der Region Hannover erschaffen hat.
- Die erste Genehmigung des Wappens wurde durch das Preußische Staatsministerium am 5. Juli 1934 erteilt.[13]
- Eine zweite Genehmigung war notwendig, weil die am 1. März 1974 durch Gesetz neugebildete Gemeinde Seelze, heute Stadt Seelze, das Wappen der bisherigen Gemeinde Seelze übernommen hat. Diese Genehmigung wurde durch den Regierungspräsidenten in Hannover am 6. Mai 1974 erteilt.[13]

| Wappen von Seelze | Blasonierung: „Ein schwarzer Hahn auf silbernem Grund mit goldener Bewehrung.“ |
| Wappen von Seelze | Wappenbegründung: Ein ritterliches Geschlecht von Seelze (de Selesse, von Zelessen und ähnlich) tritt in den beim Staatsarchiv verwahrten Urkunden im 13. und 14. Jahrhundert auf. Daraus ist zu entnehmen, dass dieses Geschlecht in Seelze einen Edelhof besaß. Das Rittergeschlecht dürfte im 15. Jahrhundert ausgestorben sein. Das Siegel „ein Hahn“ ist auf den Urkunden im Staatsarchiv erhalten. Der Hahn ist das Sinnbild für Wachsamkeit und Kampfbereitschaft. |

## Kultur und Sehenswürdigkeiten

### Obentrautdenkmal

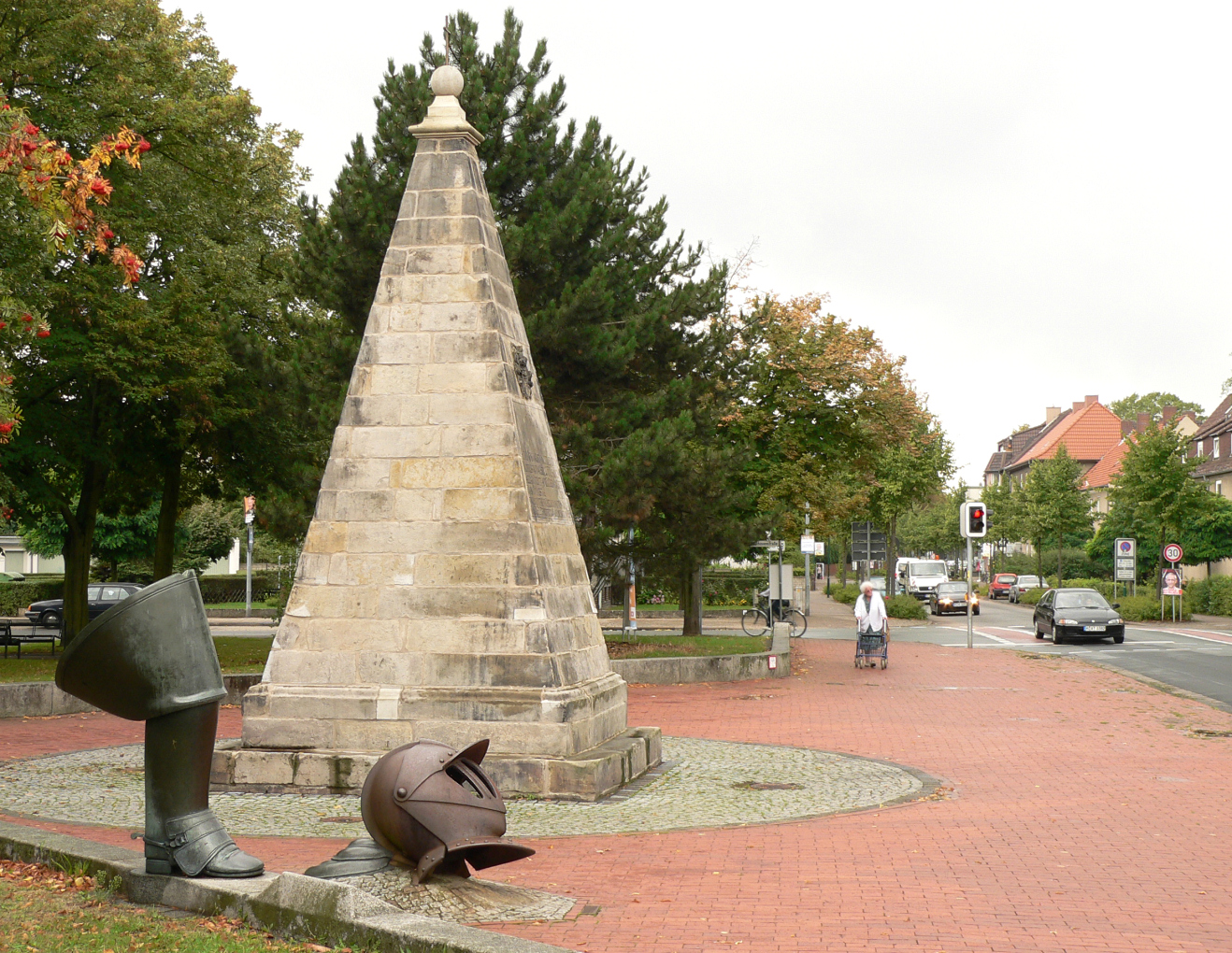
Obentrautdenkmal des Bildhauers Jeremias Sutel von 1630

Zu Ehren des Reitergenerals Hans Michael Elias von Obentraut wurde 1630 in Seelze ein Denkmal an der Stelle errichtet, an der er während des Dreißigjährigen Kriegs am 25. Oktober 1625 im Kampf tödlich verwundet wurde. Das sechs Meter hohe Denkmal in Form einer Steinpyramide schuf der hannoversche Bildhauer Jeremias Sutel (1587–1631). 1989 wurden neben dem Denkmal ein Reitstiefel und ein Helm als übergroße Metallgegenstände aufgestellt. Sie weisen auf die Ausrüstungsteile hin, ohne die sich Obentraut der Sage nach in das Schlachtgetümmel gestürzt haben soll.
Obentraut kämpfte im Dreißigjährigen Krieg auf Seiten der Evangelischen Union. Nach der erfolgreichen Verteidigung  von Nienburg/Weser wollte Obentraut die von Tillys Heer besetzte Festung Calenberg in Schulenburg nahe Pattensen im Handstreich nehmen. Dazu kam es nicht mehr, da es  bei Seelze zwischen seiner Einheit mit 700 Reitern und 10.000 Mann von Tillys Heer zu einem Kampf kam. Als Obentraut davon erfuhr, soll er der Sage nach seiner Truppe so schnell zur Hilfe geeilt sein, dass er ohne Helm und nur mit einem Stiefel losritt. Im Gefecht wurde er von einer Kugel tödlich getroffen.

### Museum

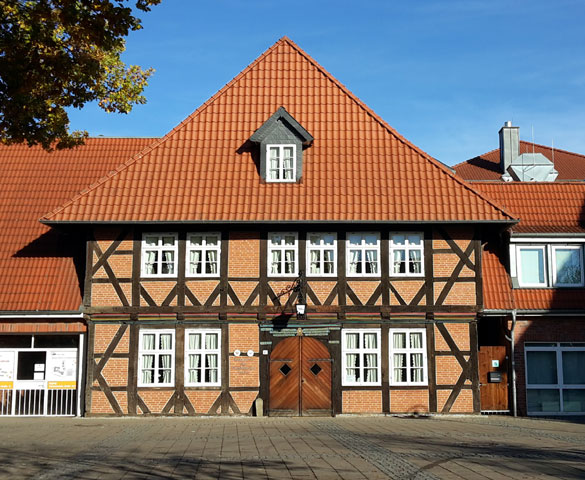
Heimatmuseum Seelze

Das 2018 vom Stadtteil Letter nach Seelze umgezogene Heimatmuseum gibt Einblicke in die regionale Fachwerkbauweise. Schwerpunkte der Dauerausstellung sind historische Räume: Schuhmacherwerkstatt, Friseurstube und Dorfschule. Zusätzlich werden regelmäßig Sonderausstellungen organisiert, so zu den Themen Weihnachten im Erzgebirge, Seelze im Ersten Weltkrieg, 100 Jahre katholische Kirche in Seelze, Engel.

### Grünflächen
- Bürgerpark Seelze
- Junkernwiese

### Vereine
- Modern Sound[s] Orchestra
- Verband Christlicher Pfadfinderinnen und Pfadfinder Seelze-Lohnde
- Musikverein Dedensen
- Shanty-Chor Lohnde

### Sportvereine
- 1. MSC Seelze
- Bürgerschützen Seelze von 1848
- Karate-Club Seelze e. V.
- RSV Seelze
- Schützengesellschaft Letter
- SV Dedensen
- SG Kirchwehren/Lathwehren
- SG Letter 05
- SG Seelze
- SG Velber
- Tennisverein Letter
- TuS Gümmer
- TuS Harenberg
- TuS Seelze

## Wirtschaft und Infrastruktur
In unterschiedlichen Vergleichskategorien sozialer Belastungsfaktoren befindet sich Seelze im Vergleich zur restlichen Region Hannover in einer schlechten Position. Die Arbeitslosigkeit in Seelze lag mit 7,6 % im Jahr 2024 über dem Durchschnitt in der Region Hannover. 2017 waren 25 Prozent der Kinder in Seelze unter 10 Jahren von Armut betroffen. Laut einer statistischen Auswertung aus dem Jahr 2024, die durch die Region Hannover beauftragt wurde, ist die Lebenserwartung der Bevölkerung in Seelze im Vergleich zur restlichen Region Hannover unterdurchschnittlich.

### Unternehmen
Größter Arbeitgeber in Seelze ist eine Chemiefabrik der Firma Honeywell (ehemals Riedel-de Haën). In den Gewerbegebieten in Lohnde und Letter-Süd haben sich Handwerks- und Gewerbebetriebe angesiedelt.

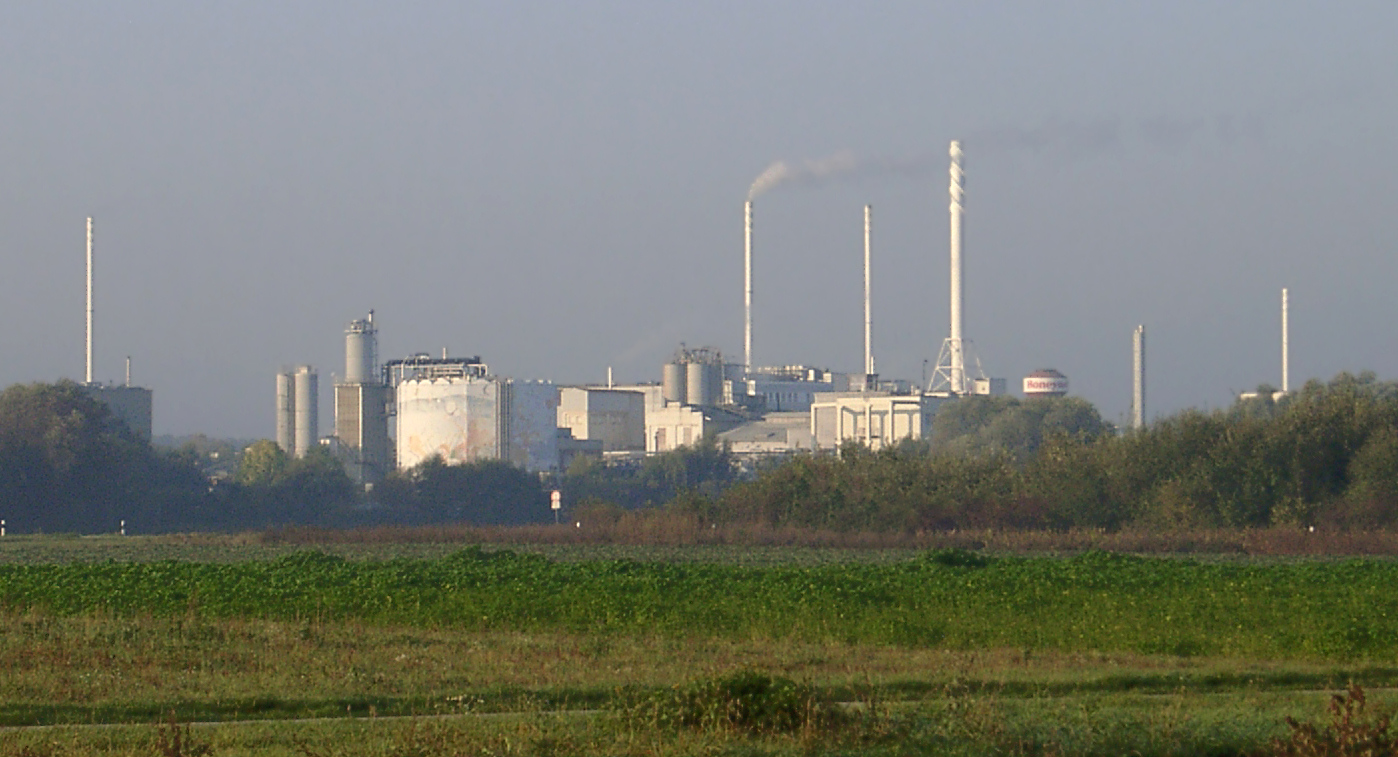
Chemische Fabrik Honeywell
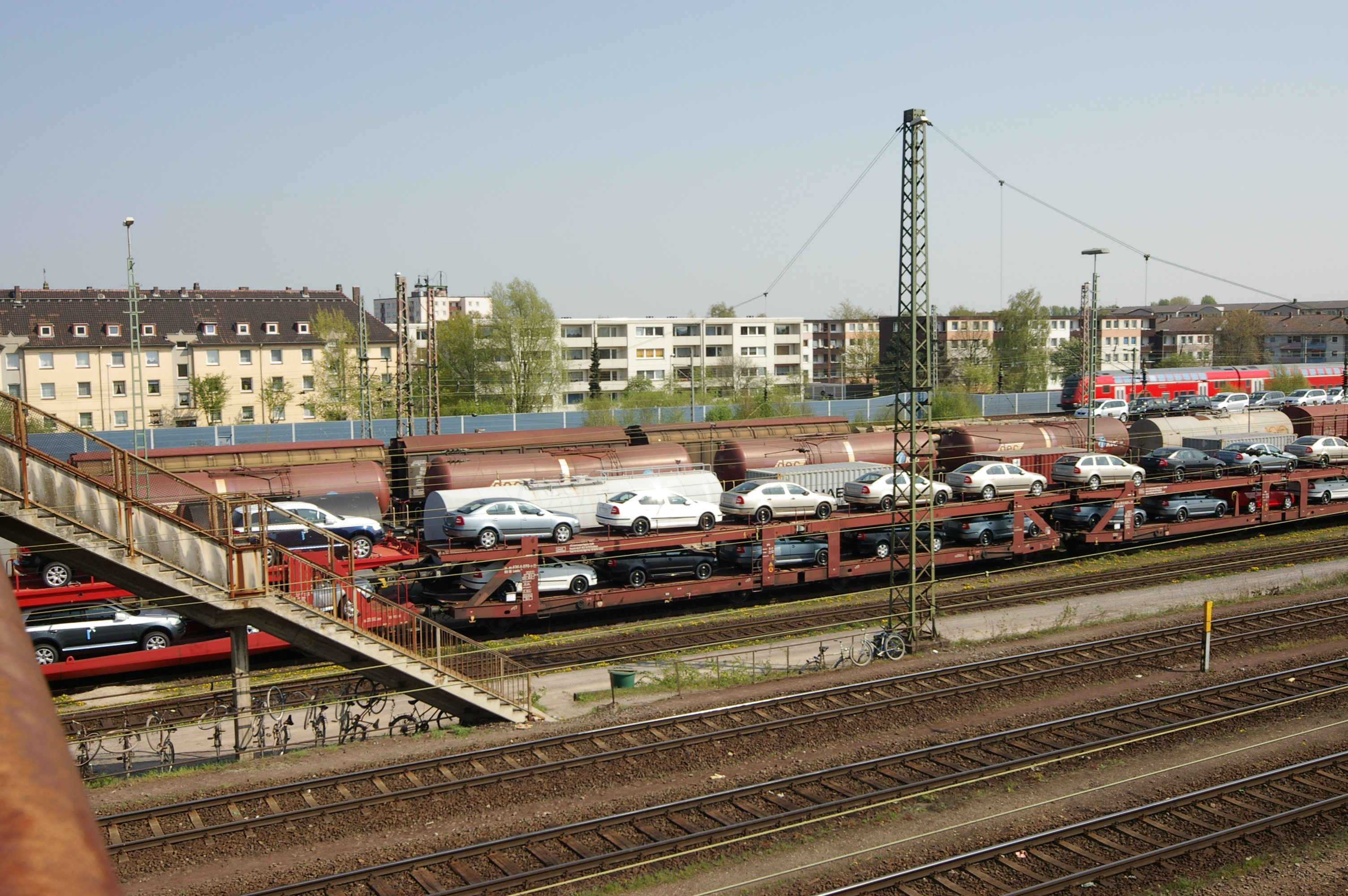
Seelze Rangierbahnhof

### Öffentliche Einrichtungen
Von September 2007 bis 2010 war in Seelze eine Schnelleinsatzgruppe Betreuung des Arbeiter-Samariter-Bundes mit einer Helferstärke von 13 Mann stationiert. Sie unterstand dem 20. Einsatzzug Barsinghausen. Helfer waren bei größeren Anlässen im Einsatz, wie der Fußball-Europameisterschaft 2008 in der Schweiz und Österreich, einigen Bombenevakuierungen in Hannover, sowie dem Coldplay-Konzert 2009, der Trauerfeier für den Nationaltorwart Robert Enke in Hannover. Ebenso waren sie jährlich beim Wochenende an der Jade in Wilhelmshaven im Einsatz.

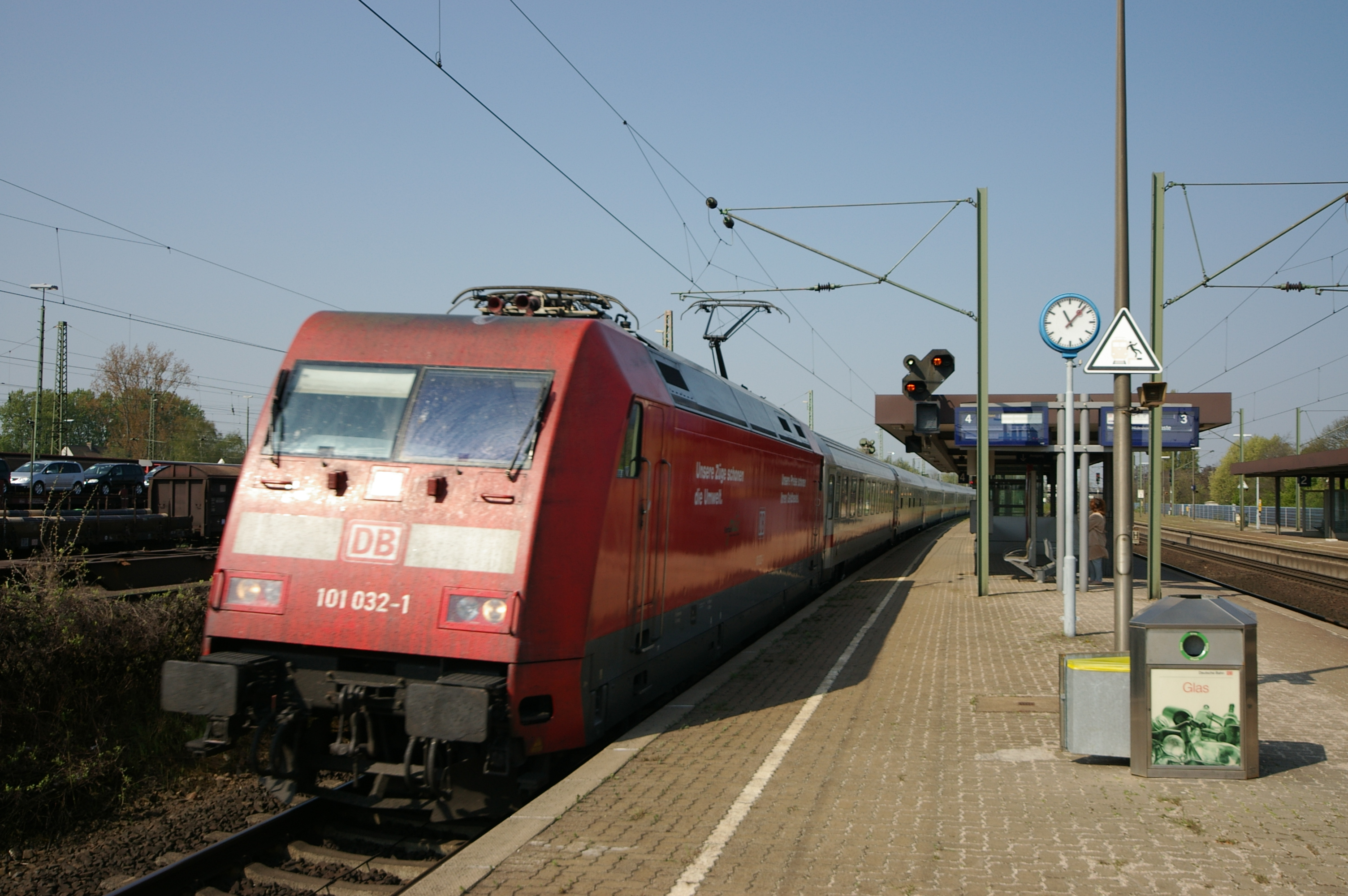
Der Bahnhof Seelze mit Intercity. Nach Plan halten hier nur S-Bahnen und selten auch Regional-Expresszüge

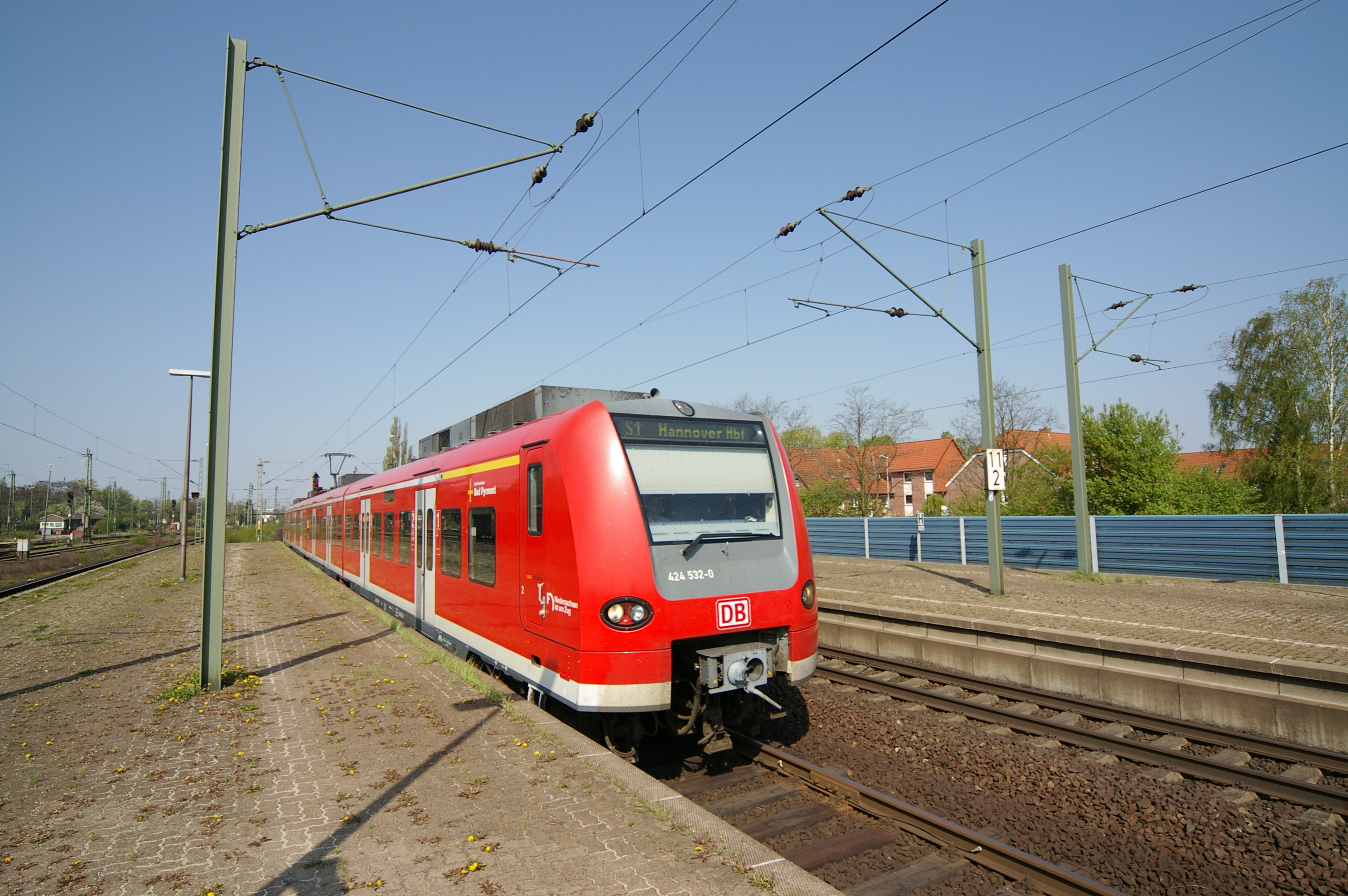
Die S-Bahn Hannover bedient Seelze im Halbstunden-Takt. In der Hauptverkehrszeit kommt noch pro Stunde eine Sprinterlinie hinzu

### Verkehr

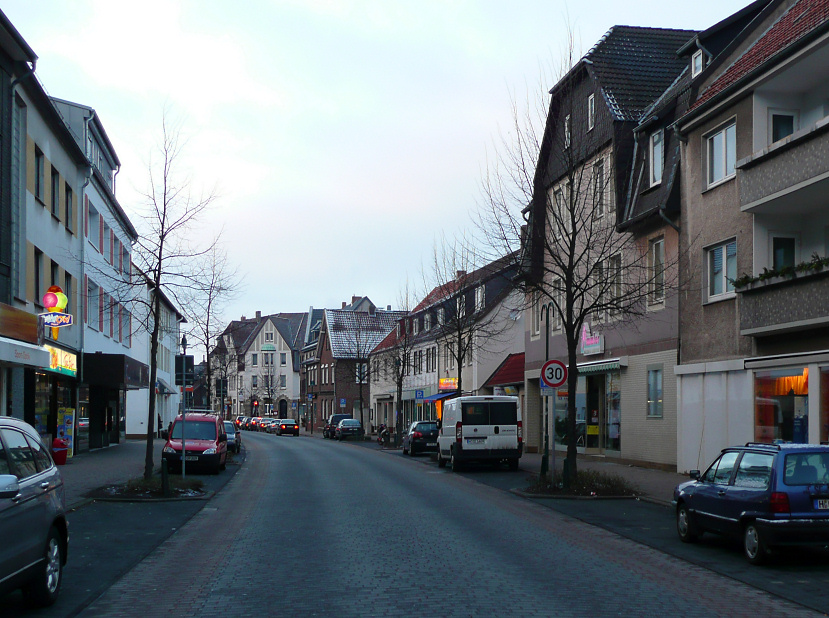
Hauptstraße in Seelze

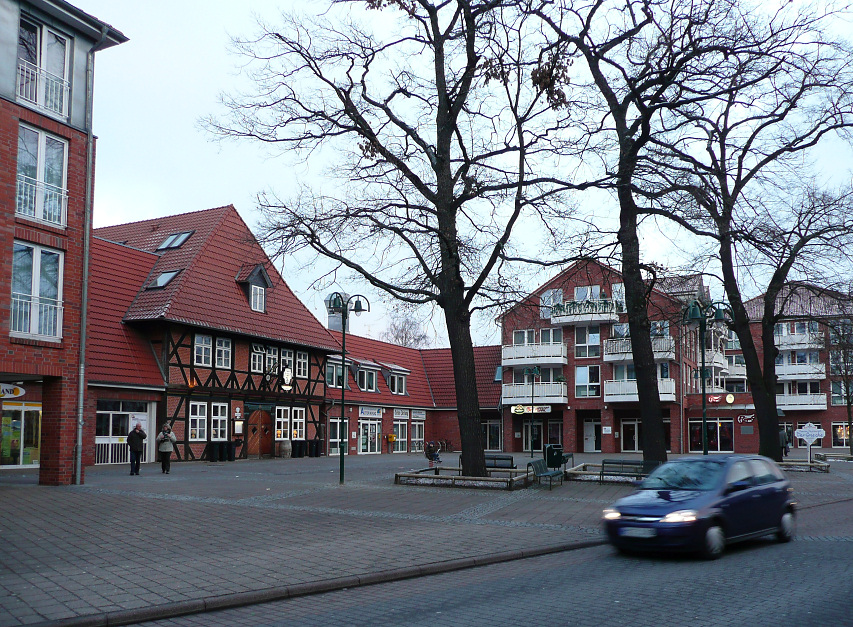
Zentraler Platz an der Hauptstraße

Aufgrund der guten Verkehrsanbindung an Hannover und der Nähe zum VW-, Johnson-Controls- und Continentalwerk hat sich Seelze mit seinen Ortsteilen zu einer typischen Schlafstadt entwickelt. Durch Seelze verläuft die B 441. Die Anschlussstelle Wunstorf-Luthe der BAB 2 liegt in unmittelbarer Nähe des Ortsteils Gümmer. Nicht weit vom Stadtteil Letter entfernt befindet sich die B 6.
Seelze liegt an der Eisenbahnstrecke Wunstorf–Hannover, die Bahnhöfe Dedensen-Gümmer, Seelze und Letter werden von der S-Bahn Hannover angefahren.
Linien und Taktzeiten der S-Bahn:
| Linie | Linienverlauf                                                                           | Takt | Bemerkungen                                                                    |
| ----- | --------------------------------------------------------------------------------------- | ---- | ------------------------------------------------------------------------------ |
| S1    | Minden–Bückeburg–Haste–Wunstorf–Seelze–Hannover–Weetzen–Barsinghausen–Haste             | 60′  | Mit S2 30′-Takt Wunstorf–Haste                                                 |
| S2    | Nienburg–Neustadt am Rübenberge–Wunstorf–Seelze–Hannover–Weetzen–Barsinghausen–Haste    | 60′  | Mit S1 30′-Takt Wunstorf–Haste Sonntags nur Nienburg–Hannover                  |
| S51   | Hameln–Springe–Hannover–Seelze                                                          | 60′  | HVZ-Sprinterlinie, hält nur an wenigen Stationen Mo–Fr sieben Zugpaare täglich |
| RE1   | Hannover–(Seelze)–Wunstorf–Nienburg–Verden–Bremen–Oldenburg–Emden–Norddeich Mole        | 120' | Hält nur teilweise bei Ausfällen der Sprinterline S51                          |
| RE8   | Hannover–(Seelze)–Wunstorf–Nienburg–Verden–Bremen–Osterholz-Scharmbeck–Bremerhaven-Lehe | 120' | Hält nur teilweise bei Ausfällen der Sprinterline S51                          |

Der Bahnhof Seelze wurde 1984 ortsnah neu angelegt, das alte Empfangsgebäude weiter westlich, am Ende der Bahnhofstraße, dafür aufgegeben. Gleichzeitig wurde der Bahnhof von zwei auf vier Bahnsteiggleise erweitert, so dass die Kapazität der Strecke erweitert wurde. In Seelze liegt der Rangierbahnhof Seelze, einer der größten deutschen Rangierbahnhöfe.
Den Nahverkehr stellen Buslinien des Großraum-Verkehrs Hannovers (GVH) sicher.
Die Berufs-, Freizeit- und Personenschifffahrt wird an den Häfen Seelzes abgefertigt.

## Persönlichkeiten

### Söhne und Töchter der Stadt
- Johann Egestorff (1772–1834), Industrieller
- Friedrich Behre (1819–1888), Politiker (DHP), Bürgervorsteherworthalter, Schulleiter und Bankmanager
- Johanna Wagner (1828–1894), Opernsängerin und Nichte des Komponisten Richard Wagner
- August Heitmüller (1873–1935), Maler und Graphiker
- Hermann Hansing (1908–1977), Politiker (SPD), Bremer Bürgerschafts- (1946–1953) und Bundestagsabgeordneter (1953–1972)
- Herbert Mundhenke (1915–1997), Historiker, Autor und Archivar und langjähriger Leiter des Stadtarchivs Hannover
- Karl-Heinz Strehlke (1924–2014), Realschullehrer, Schuldirektor, Autor, Politiker (SPD) und Bürgermeister von Garbsen
- Karl-Heinz Pfeiffer (1939–2009), Museumsleiter des Heimatmuseums Seelze, gründete den Museumsverein Seelze
- Heinrich Aller (* 1947), Politiker (SPD), 1998–2003 niedersächsischer Finanzminister
- Lina Larissa Strahl (* 1997), Schauspielerin und Sängerin

### Personen, die mit der Stadt in Verbindung stehen
- Hans Michael Elias von Obentraut (1574–1625), Reitergeneral, der im Dreißigjährigen Krieg im Kampf in Seelze starb
- Jeremias Sutel (1587–1631), Bildhauer, schuf das Denkmal für den General Hans-Michael Elias von Obentraut in Seelze
- Friedrich von Sachsen-Altenburg (1599–1625), Herzog von Sachsen-Altenburg und Jülich-Kleve-Berg, starb in Seelze
- Cuno Josua von Bülow (1658–1733), kurbraunschweig-lüneburgischer Generalfeldmarschall, besaß erbfolglich Anfang des 18. Jahrhunderts das Rittergut Seelze
- Wilhelm Johann Julius Hoppenstedt (1726–1788), lutherischer Theologe und Pastor, der bedeutende Positionen in hannoverschen Kirchen- und Staatsämtern innehatte
- Gottfried Justus Frankenfeld (1741–1808), lutherischer Pastor, trat 1789 das Pfarramt an und lebte bis zu seinem Tod in Seelze
- Melchior von Hugo (1872–1939), Offizier, Maler und Bildhauer, wurde in Seelze beigesetzt
- Horst Niebuhr (1936–2013), Jugendreferent der Stadt Hannover, Politiker (SPD), Ratsmitglied (1974–1986) und Bürgermeister (1986–2006) von Seelze
- Wilhelm Bachmann (1885–1933), Chemiker und Forscher, lebte hier
- Willi Lindhorst (* 1941 in Quakenbrück), Politiker (CDU), Oberregierungsrat a. D. und Mitglied des Niedersächsischen Landtags, lebte in Seelze
- Fiete Münzner (1946–2015), Musiker und Moderator, Interpret von Seemannsliedern, starb in Seelze
- Heiger Scholz (* 1957), Verwaltungsjurist, politischer Beamter und Politiker (SPD)
- Eva Barlösius (* 1959), Soziologin und Ernährungswissenschaftlerin, Professorin für Makrosoziologie und Sozialstrukturanalyse in Hannover, lebt in Seelze
- Hauke Jagau (* 1961), Politiker (SPD) war technischer Leiter, Rettungstaucher und Einsatzleiter der DLRG-Seelze
- Michael Thürnau (* 1963), Fernseh- und Hörfunkmoderator, Entertainer und Fachbuchautor
- Susanne Grote (* 1969), Politikerin (SPD) im Landtag von Niedersachsen, war zuvor bei der Stadt Seelze tätig
- Chris-Carol Bremer (* 1971), Schwimmer, Olympionike (Barcelona 1992), wuchs in Seelze auf
- Christos Pantazis (* 1975), Arzt, Politiker (SPD), Abgeordneter im Landtag von Niedersachsen, wuchs als Sohn griechischer Eltern in Seelze auf
- Anja Brinker (* 1991), Kunstturnerin, Olympionikin (Peking 2008), wuchs in Seelze auf